# Saint-Sulpice-templom
A francia Saint Sulpice-templom Párizs második legnagyobb temploma a Notre-Dame-székesegyház után. Hírnevét a Da Vinci-kód című film is erősítette. A templom az Odéon negyedben (Párizs 6. kerülete) található. 113 méter hosszú, 58 méter széles és 34 méter magas, csak némileg kisebb, mint a Notre-Dame és így a város második legnagyobb temploma. Nevét Sulpice le Pieux után kapta. A jelenlegi épület már nem az első templom ezen a helyen, a helyszín második templomának építése 1646-ban kezdődött. A 18. században egy kidolgozott gnómont (a Saint-Sulpice gnómonját) építettek a templomban.

## A templomhoz köthető jelentős események
- De Sade márkit és Charles Baudelaire-t Saint-Sulpice-ban keresztelték meg (1740-ben és 1821-ben), és a templom Victor Hugo Adèle Foucher-vel kötött házasságát is látta (1822).
- A Párizsi kommün (1871) alatt az egyik frakció, az úgynevezett Club de la Victoire a Saint-Sulpice-t választotta székhelyének, és Louise Michel beszélt a templom szószékéről.[1] Louise Élisabeth de Bourbont és Orléans-i Lujza Erzsébet spanyol királynét, XIV. Lajos és Madame de Montespan lányunokáit a templomban temették el . Louise de Lorrainet, Bouillon hercegnőjét és a Charles Godefroy de La Tour d'Auvergne feleségét szintén itt temették el 1788-ban.
- 2019. március 17-én feltehetőleg gyújtogatás miatt kigyulladt a templom.[2]

## Az orgonisták listája
A templom orgonistái a kinevezés szerint.
- Nicolas Pescheur (elhunyt 1601-ben vagy 1614-ben)
- Vincent Coppeau (c. 1618 – c. 1651)
- Guillaume-Gabriel Nivers (c. 1651 – 1702)
- Louis-Nicolas Clérambault (1715–1749)
- César-François Clérambault (1749–1760)
- Evrard-Dominique Clérambault (1761–1773)
- Claude-Étienne Luce (1773–1783)
- Nicolas Séjan (1783–1819)
- Louis-Nicolas Séjan (1819–1849)
- Georges Schmitt (1850–1863)
- Louis James Alfred Lefébure-Wély (1863–1869)
- Charles-Marie Widor (1870–1933)
- Marcel Dupré (1934–1971)
- Jean-Jacques Grunenwald (1973–1982)
- Daniel Roth (1985. óta)
- Sophie-Véronique Cauchefer-Choplin (helyettes orgonista 1985. óta)

## Nevezetességek a közelben
| Név                        | földrajzi koordináta                                     | kép |
| -------------------------- | -------------------------------------------------------- | --- |
| Croix-Rouge                | é. sz. 48,851894°, k. h. 2,329504°48.851894°N 2.329504°E |     |
| Hôtel Lutetia              | é. sz. 48,851111°, k. h. 2,327500°48.851111°N 2.327500°E |     |
| Saint-Joseph-des-Carmes    | é. sz. 48,848492°, k. h. 2,330353°48.848492°N 2.330353°E |     |
| Saint-Sulpice              | é. sz. 48,850805°, k. h. 2,330868°48.850805°N 2.330868°E |     |
| Szent Sulpice szökőkút     | é. sz. 48,850833°, k. h. 2,333333°48.850833°N 2.333333°E |     |
| Théâtre du Vieux-Colombier | é. sz. 48,851797°, k. h. 2,330294°48.851797°N 2.330294°E |     |

## Fordítás
- Ez a szócikk részben vagy egészben  a   Church of Saint-Sulpice, Paris című angol Wikipédia-szócikk fordításán alapul.  Az eredeti cikk szerkesztőit annak laptörténete sorolja fel. Ez a jelzés csupán a megfogalmazás eredetét és a szerzői jogokat jelzi, nem szolgál a cikkben szereplő információk forrásmegjelöléseként.